# Élaphébolion
Élaphébolion est le neuvième mois (ou dixième quand l'année en comptait 13) du calendrier attique antique en vigueur dans la région d'Athènes, il durait 30 jours compris approximativement entre le 22 février et le 21 mars de notre calendrier actuel. Il tire son nom du mot grec  (Έλαφηϐολιών / Elaphêboliốn, mois de la "chasse aux cerfs") de la fête des Élaphébolies en l'honneur d'Artémis "Έλαφηβόλος". Pendant son cours se déroulaient les Dionysies dites grandes ou urbaines (les 9-13).